# Eva Bester
Pour les articles homonymes, voir Bester.
Eva Bester est une journaliste française, née le 25 janvier 1985 à Paris.
Depuis septembre 2023, elle anime La 20e heure (anciennement Grand Canal), du lundi au jeudi de 20 h à 21 h sur France Inter, qui remplace l'émission de Laure Adler, L'Heure bleue.

## Biographie

### Chroniqueuse de radio
Eva Bester rencontre assez jeune le réalisateur Bertrand Blier, qui devient pour elle un « père adoptif ». 
Elle est étudiante en anglais quand elle postule pour un stage pour l'émission Les Chemins de la connaissance sur France Culture. Elle travaille ensuite pour l’émission Concordance des temps sur France Culture.
À la suite de quoi, elle participe comme chroniqueuse sur France Inter à l'émission Le Grand Bain (par Sonia Devillers) sur la rubrique « Le petit journal du cinéma », elle contribue également aussi au magazine Transfuge (littérature et cinéma), à la production du « Questionnaire » sur France Culture, chronique diffusée au cours de la matinale.
En 2012, elle est chroniqueuse à la télévision, dans l'émission 28 minutes sur Arte, mais aussi pour l'émission de France Inter Ouvert la nuit animée par Tania de Montaigne et Alexandre Héraud dans la chronique « Littérature oubliée ». En 2013, elle participe à l'émission culturelle de France Inter Encore heureux sous la rubrique « La gourmandise d'Eva Bester » présentée par Arthur Dreyfus.

### Productrice et animatrice
Elle produit et anime l'émission Remède à la mélancolie sur France Inter, diffusée initialement en soirées durant les étés 2013 et 2014, puis le dimanche matin, à partir de la rentrée 2014. En 2016, l’émission compte un million et demi d’auditeurs en moyenne.
En octobre 2016, elle publie aux éditions Autrement un ouvrage intitulé Remèdes à la mélancolie : films, chansons, livres... la consolation par les arts.
En novembre 2018, paraît une réédition augmentée des Remèdes à la mélancolie : films, chansons, livres... la consolation par les arts avec un essai sur le peintre Léon Spilliaert. Le 23 septembre 2020, elle publie un essai sur ce même peintre.
En septembre 2021, l'émission Remède à la mélancolie devient L'Embellie.
Adèle van Reeth annonce qu'Eva Bester prendra la suite de Laure Adler, animatrice de L’Heure bleue, sur le créneau du lundi au jeudi à 20 h à compter de septembre 2023.

## Publications
- Remèdes à la mélancolie. La consolation par les arts, Paris/95-Domont, Autrement, 2018, 304 p. (ISBN 9782746747487)
- Léon Spilliaert : oeuvre au noir (Ostende 1881-Bruxelles 1946), Paris/impr. en Slovénie, Autrement, 2020, 112 p. (ISBN 9782746756403)
- Fragile des bronches, avec Bertrand Blier, Éditions Seghers, 2022